# بالكاد كذلك
بالكاد كذلك (بالإنجليزية: It is almost that)‏ كتاب يحتوي على مجموعة من الصور والأعمال النصية بواسطة كاتبات وفنانات عدلت (بواسطة ليزا بيرسون)، وهو عبارة عن كتاب يجمع 26 صورة مرئية، وأعمال نصية بواسطة فنانات وكاتبات. وتم نشره بواسطة «سيجليو» للنشر في عام 2011.

## الوصف
كمشروع نسائي، أصرت (بيرسون) على أن: «هناك فجوة كبيرة في المساواة الجنسية، وعندما تخرج النساء للمعارض المرغوب فيها، أنا أفضل خلق مساحة من أجل العمل بواستطهن».

## المشاركات
المشاركات في كتاب بالكاد كذلك هن: (إليانور أنتنن)، مجموعة (بامباناني) النسائية، (فيونا بانير)، (لويس بورجيوس)، (تيريزا هاك كينج كا)، (كوزيت دو شارموي)، (آن هاميلتون)، (جاين هاموند)، (سوزان هيلر)، (دوروثي لانون)، (بهانو قابيل)، (روهيني قابيل)، (هيلين كيم)، (أليسون نولز)، (كيتي لا روكا)، (بيرنديت ماير)، (أدريان بايبر)، (شاروليت سالومون)، (جونيفيف سيليه)، (مولي سبرينجفلد)، (كولي سوينسن)، (شاري ديجرو)، (سوزان تريستر)، (إريكا فان هورن)، (لوري كلارك)، (كاري ماي ويمس)، (هانا وينر)، (سو ويليامز)، (يونيكا زورن).